# Fernanda Keller
Pour les articles homonymes, voir Keller.
Fernanda Keller née le 4 octobre 1963 à Niterói au Brésil est une triathlète professionnelle. Elle est la première triathlète brésilienne à participer au championnat du monde d'Ironman à Hawaï.

## Biographie

### Jeunesse
Fernanda Keller grandit à Rio de Janeiro où elle pratique la danse, joue au basketball et au volleyball à l’adolescence. Elle découvre le triathlon à l'université à l'âge de 19 ans et participe à sa première compétition à la suite de quoi, elle adopte définitivement cette discipline sportive. Des sa première année, elle monte sur les podiums de compétitions au Brésil et participe à sa première compétition internationale, lors du triathlon international de Nice en 1986.

### Carrière en triathlon
Fernanda Keller est surnommée Queen-K,en raison de sa longévité et de ses performances dans le triathlon d'endurance, Fernanda Keller participe à vingt quatre championnats du monde d'Ironman à Hawaï, dont vingt deux fois consécutivement. Elle finit quatorze fois dans le « top 10 » et prend six fois la troisième place (1994, 1995, 1997, 1998, 1999 et 2000).
Elle remporte trois fois l'Ironman Florianopolis au Brésil sur un total de 12 participations où elle finit toujours dans le « top 10 » de la compétition. En 2011 à 47 ans, elle termine cette course à la 6e position en 9 h 49 et confirme son deuxième surnom de « Reine du Brésil », que lui octroie la presse spécialisée.
En 2013, elle participe quelques jours après son 50e anniversaire et 30 ans après ses débuts dans le triathlon, au championnat du monde d'Ironman à Kona. Pour sa 24e participation à l'épreuve, elle finit 6e de son groupe d'âge en 11 h 2.

### Activités extra-sportives
Elle crée en 1998, l'Institut Keller Fernanda, une organisation sans but lucratif pour aider les jeunes brésiliens et brésiliennes défavorisés à accéder à des possibilités sportives et éducatives de hauts niveaux. Elle lance également en 2012, une ligne de produit d'habillement décontracté et de remise en forme selon son style personnel.

## Palmarès
Le tableau présente les résultats les plus significatifs (podium) obtenus sur le circuit international de triathlon depuis 1994.
| Année | Compétition                                  | Pays                       | Position           | Temps           |
| ----- | -------------------------------------------- | -------------------------- | ------------------ | --------------- |
| 2011  | TriStar111 Nevis                             | Saint-Christophe-et-Niévès | Médaille d'argent  | Timing          |
| 2008  | Ironman Brésil                               | Brésil                     | Médaille d'or      | 9 h 42 min 50 s |
| 2008  | Ironman 70.3 Brésil                          | Brésil                     | Médaille d'argent  | Timing          |
| 2005  | Ironman Brésil                               | Brésil                     | Médaille d'argent  | 9 h 39 min 46 s |
| 2004  | Ironman Brésil                               | Brésil                     | Médaille d'or      | 9 h 26 min 5 s  |
| 2003  | Ironman Brésil                               | Brésil                     | Médaille d'argent  | 9 h 34 min 56 s |
| 2001  | Ironman Brésil                               | Brésil                     | Médaille d'argent  | 9 h 14 min 12 s |
| 2000  | Ironman - Championnat du monde à Kailua-Kona | États-Unis                 | Médaille de bronze | 9 h 31 min 28 s |
| 2000  | Ironman Brésil                               | Brésil                     | Médaille d'or      | 9 h 47 min 14 s |
| 2000  | Ironman Australie                            | Australie                  | Médaille de bronze | 9 h 29 min 26 s |
| 1999  | Ironman - Championnat du monde à Kailua-Kona | États-Unis                 | Médaille de bronze | 9 h 24 min 30 s |
| 1998  | Ironman Brésil                               | Brésil                     | Médaille d'argent  | 9 h 27 min 33 s |
| 1998  | Ironman - Championnat du monde à Kailua-Kona | États-Unis                 | Médaille de bronze | 9 h 28 min 29 s |
| 1997  | Ironman - Championnat du monde à Kailua-Kona | États-Unis                 | Médaille de bronze | 9 h 28 min 29 s |
| 1995  | Ironman - Championnat du monde à Kailua-Kona | États-Unis                 | Médaille de bronze | 9 h 37 min 48 s |
| 1994  | Ironman - Championnat du monde à Kailua-Kona | États-Unis                 | Médaille de bronze | 9 h 43 min 20 s |